# 文具店

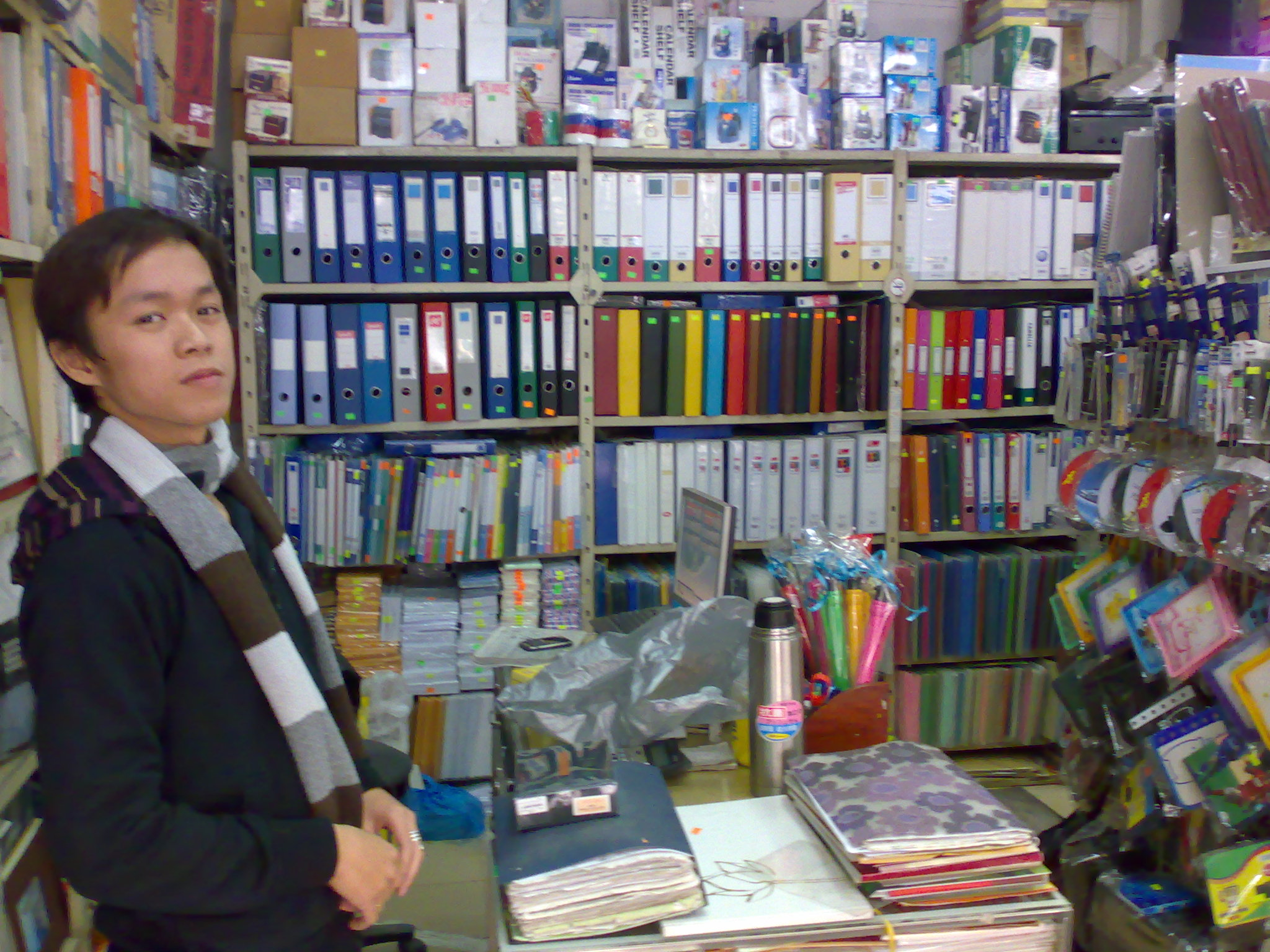
河內一家文具店的內部

文具店为主要经营文具的商店。一般位于学校周围等地区，超市内通常也有文具专区。一般的文具店主要经营纸、笔等文具，以及档案袋、文件夹、书架等辅助用品。
文具店一般只販賣文具，不販賣書，和書店不同。書店一般會同時販賣書和文具。